# Ярополк I
Ярополк I Светославич е княз на Киевска Рус от 972 до 980, син на княз Светослав I. Той вероятно наследява баща си малолетен и през по-голямата част от управлението си води междуособни войни със своите братя.

## Управление
Когато княз Светослав предприема похода си срещу България, той оставя синовете си като наместници в различни части на държавата, като след неговата смърт те продължават да ги управляват практически самостоятелно. Първородният син Ярополк управлява в Киев и има статут на пръв сред равни. Неговият брат Олег управлява древляните, а техният полубрат Владимир (син на Светослав от наложница) – Новгород.
Малко след смъртта на Светослав братята започват да воюват помежду си. Според хрониките, Олег убива сина на Свенелд, съветник на Ярополк, който ловувал незаконно в негова територия. Подтикван от Свенелд, Ярополк изпраща войски срещу брат си, който е убит. След това армията се насочва към Новгород, но Владимир разбира навреме и бяга в Скандинавия. Така Ярополк установява контрол над цялата Киевска Рус.
Според някои източници, княз Ярополк приема християнството от мисия, изпратена от Прага. Предполага се, че той има намерение да го превърне в официална религия, но преди да успее е отстранен от трона от своя полубрат езичник Владимир. Тези сведения не присъстват в по-късните православни хроники, които се опитват да представят Владимир като княза, покръстил Русия.
През 978 г. Владимир се завръща с многобройна армия от варяги. По пътя си към Киев той превзема Полоцк и принуждава Рогнеда, дъщеря на местния варяжки владетел Рогволод и годеница на Ярополк, да се ожени за него. Когато Владимир достига Киев през 980 г., велможата Блуд съветва Ярополк да се оттегли в укрепеното градище Роден при устието на река Рос. Там той е обсаден от войските на Владимир и е принуден да започне преговори, при които е предателски убит от двама варяги.